# Phytotoxizität
Der Begriff Phytotoxizität (auch Pflanzengiftigkeit) bezeichnet den Grad der Schädlichkeit oder Giftigkeit von Substanzen gegenüber Pflanzen.
Bestimmte Stoffe können zeitweilige oder dauerhafte Pflanzenschädigungen bewirken. Dies sind beispielsweise gasförmige Luftschadstoffe, Schwermetalle, Salze, Pestizide, Pflanzengifte oder Allelochemikalien. Phytotoxische Effekte können sich beim Pflanzenwachstum oder der Ernte bemerkbar machen, die gesamte Pflanze oder Teile davon (Wurzel, Triebe, Blätter, Blüten oder Früchte) betreffen und sich im Verlust kompletter Pflanzen, Farbveränderungen, Nekrosenbildung oder Deformationen äußern. Umweltfaktoren wie Temperatur, Feuchte oder Licht können phytotoxische Wirkungen beeinflussen.
Entsprechende Nachweisverfahren sind beispielsweise Kriterien wie Pflanzenanzahl zu einem festgelegten Zeitpunkt, zählbare visuelle Schäden oder messbare Größen wie Höhe, Länge, Durchmesser und Gewicht von Pflanzen oder Pflanzenteilen.
Besonders im Blick stehen Pflanzenschutzmittel (insbesondere Herbizide), die zwar die zu bekämpfenden Organismen abtöten oder auf ein wirtschaftlich vertretbares Maß zurückdrängen, behandelte Pflanzen und Erntegut jedoch nicht beeinträchtigen sollen. Die Untersuchung phytotoxischer Eigenschaften ist Bestandteil der Wirksamkeitsprüfungen solcher Substanzen und über entsprechende Gesetze und internationale Standards geregelt, wie der Verordnung (EG) Nr. 1107/2009 (Pflanzenschutzmittelverordnung) und der EPPO-Prüfrichtlinie zur Bewertung der Phytotoxizität 1/135 (2).